# Битоля
Битоля (на местния говор: Битола, на македонска литературна норма: Битола; на сръбски: Битољ или Bitolj; на гръцки: Μοναστήρι; на турски: Manastır; на албански: Manastiri; на арумънски: Bitule, Bituli) е град в югозападната част на Северна Македония, център е на община Битоля. Градът е трети по големина в страната, след столицата Скопие и Куманово. Градът има население от 70 470 души (към 31 декември 2020 г.).

## География
Градът е разположен на река Драгор в източната част на котловината Пелагония в подножието на планината Баба (Пелистер). Климатът му се характеризира като преходен, между континентален и средиземноморски.

## История

### Етимология
Градът се споменава в Болонския псалтир: срѣдѣ града вь бытоли. Името произлиза от старобългарското , манастир, осмислено с глагола  и наставка -, която преминава в по-познатата -оль, а началната гласна е изчезнала, тъй като е схваната като предлог (в)о. Името е споменато в Битолския надпис на цар Иван Владислав като Битола. Средновековните гръцки форми са Βουτέλιον, Вутелион или Βιτώλια, Витолия. Модерната гръцка форма Μοναστήρι, от която произлизат турската форма Manastır (на османски турски: مناستر) и албанската Manastır, е калка на българското име.

### Хераклея
В Античността днешна Битоля е важен град, наречен Хераклея Линкестис (на латински: Heraclea Lyncestis; на гръцки: Ηράκλεια Λυγκηστίς), най-северният град в Древна Македония. (Някои гръцки археолози смятат, че Хераклея Линкестис е била разположена на мястото на днешен Лерин.)

### Средновековие
През IV и V век е седалище на епископи и митрополити, които взимат участие в църковни събори. По-късно градът е населен от славяни. В Битолския надпис на цар Иван Владислав градът е споменат като Битола и от 1016 до 1018 г. е столица на България. За пръв път гръцкото име Манастир, превод на българското Обител, се споменава в документ от XI век.

### В Османската империя
През 1395 година градът е завладян от Османската империя, която го прави главен военен и търговски център.
В 1591 година венецианският посланик Лоренцо Бернардо пътува за Цариград през Македония и оставя любопитно описание на Битоля:
| „ | ...пристигнахме в Монастерио..., град в България с голямо население. Казват, че има 1500 къщи, 200 от които са еврейски. Градът няма стени, нито санджакбей. Има тимар на великия везик, който получава от Битоля доход от 20 товара аспри. Има кадия и обилие от зърно. Също така е търговски център за восък, вълна и кожи... | “ |

В 1738 година населението на Битоля, както на всички важни градове в европейската част на Османската империя, е преобладаващо турско.
Гръцкият просвещенец Атанасиос Псалидас пише в своята „География“ (1818 – 1822):
| „ | Битолия, който се нарича още и Монастир, е град в Долна Македония, многолюден и с невежо население, обитаван от българи, турци, власи и евреи. | “ |

В 1832 година Дейвид Ъркърт пише относно строежа на нови църкви „Самият Велик везир подписа 80 000 пиастри за издигането на една от тях в Монастир“.
В 1845 година руският славист Виктор Григорович минава през града и в 1848 година описва Битоля в книгата си „Очерк путешествия по Европейской Турции“ така:
| „ | Битоля (Монастир, Толи Монастир) лежи на западния край на обширна долина, наричана от българите Овче поле Битолско... В Битоля, освен голямото количество войници, разположени в казармите (кишли), построени от българите, живеят българи, македоновласи и албанци. Казаха ми, а и сам видях, че българите са мнозинство, но, ако не бъркам в наблюденията си, власите в този град и в съседното Кичево (на картите Кричево) със своето неутрално отношение са придобили силно влияние. | “ |

В 1856 – 1857 година Панайотис Аравантинос пише за Битоля:
| „ | В Пелагония е разположен новият град Битоля, наричан още и Монастир, населен от 20 000 души... Неговите християнски жители говорят главно български език. | “ |

През XIX век редица европейските държави откриват в Битоля дипломатически представителства: през 1851 – австрийско вицеконсулство, през май 1852 година – британско консулство, по-късно – гръцко, а през май 1861 година – руско консулство. През 1872 година австро-унгарският консул в Битоля Петер Окули отбелязва, че градът е населен от 29 900 жители, от които над 14 300 души са българи, а българският език е най-популярният. Останалите жители са албанци, евреи, турци, власи и цигани. Александър Синве („Les Grecs de l’Empire Ottoman. Etude Statistique et Ethnographique“), който се основава на гръцки данни, в 1878 година пише, че в Битоля (Bitolia) живеят 23 400 гърци. В „Етнография на вилаетите Адрианопол, Монастир и Салоника“, издадена в Константинопол в 1878 година и отразяваща статистиката на населението от 1873 година, Битоля е посочен като град с 6000 жители мюсюлмани, 17 000 жители българи, 2800 власи, 1000 албанци и 2500 евреи.

### Българско възраждане
Борбата за българско църковно отделяне от Цариградската патриаршия започва около 1864 година с водещи дейци доктор Константин Мишайков и Димитър Робев. Българско училище в града е отворено в учебната 1865/1866 година със съдействието на Васил Манчев, който е и първият учител. Скоро обаче под натиска на митрополит Партений училището е затворено, а Манчев прогонен от града. След това под натиск на битолските българи в гръцкото училище е установен и български учител. Българската община успява да овладее църквата „Света Неделя“, с чиито приходи е издържано българското училище. Учител в училището две години е Райко Жинзифов, по-късно Димитър Македонски, а след него една година Вълко (Лука) Нейчов. В 1880/1881 година българското училище прераства в четирикласно с учители Григор Пърличев, Димитър Узунов, Тодор Танев и Пантелей Баджов. По-късно е открито и българско девическо IV-класно училище.
„Монастиръ или по турски Манастирь, а отъ българскитѣ селени нареченъ Битоля, е главния градъ на вилаета. Като такъвъ, той е сѣдалище на турскитѣ чиновници и главно военно срѣдище. Тукъ се намиратъ и консулствата на Гърция, Руссия, Англия, Австро-Унгария, тази послѣднята се застѫпа и за германскитѣ интереси; Сърбия има по нѣкога консулство, а не отдавна е открито и ромѫнско консулато. Населението расте постоянно, особенно чрѣзъ придохожданието на мохамеданци отъ Босна и България, които се и наричатъ мохаджири (бѣглеци). Числото на жителитѣ надминава 50,000. Тѣ принадлежатъ на разни националности. Да се дадатъ точни числа е невъзможно.
Главната маса отъ населението образуватъ Българетѣ, 20,000 на брой... Слѣдъ българетѣ въ Битоля по число идатъ турцитѣ, които сѫ 18,000 (безъ гарнизона), състоящи се отъ турци, мохаджири и албанци.
Власитѣ сѫ нѣщо около 8,000 души, споредъ изброяванието на австрийския консулъ господинъ Погачеръ, който се е занимавалъ доста сериозно съ статистиката. Власитѣ сѫ надошли тука главпо отъ разваленитѣ градове: Мускополье, Николица и Линотопе, въ послѣдньо врѣме придохаждатъ сѫщо и отъ Крушево. Моето уцѣнение, което произлиза отъ влашки източникъ, е 13,000 души, но е, дѣйствително, твърдѣ увеличено. За едно погърчвание на тѣзи власи, както ни прѣдава Гопчевичъ, не може да става и дума; на всѣкѫдѣ изъ влашкитѣ фамилии се говори влашки, а не гръцки, а даже въ Атина, дѣто се срѣщнахъ съ едно множество студенти отъ Битоля, тѣзи послѣднитѣ си служеха съ влашкия езикъ по между си, макаръ да бѣха проникнати съ гръцки идеи. Ако става смѣсвание между бьлгаре и власи, което чето се срѣща въ Битоля, тогава ще се говори непрѣмѣнно само български, който езикъ обикновенно се упорѣбява въ Битоля, и той ще има първенството, все едно да ли бащата е българинъ или пъкъ майката е българка.
Едвамъ сега въ най-ново врѣме гръцкия езикъ подкача да си пробива пѫть въ влашкитѣ и албански фамилии и то благодарение на училищата и забавачницитѣ. Гръцкия елементъ се прѣдставлава отъ малко фамилии, но гръцката партия е доста силна и се прѣдставлява на първо мѣсто отъ власи, послѣ идатъ българетѣ и едно малко число албанци. Тази партия е по-силна и отъ българската, когато пъкъ ромѫнската пропаганда не е направила още никакъвъ успѣхъ.
Числото на испанскитѣ евреи възлиза на 4,000 души. Тѣ сѫ повечето бѣдни занаятчии, работници и хамали; само малко фамилии сѫ богати. Азъ се запознахъ съ единъ испански евреинъ, които е билъ испратенъ въ Германия отъ турското правителство, за да слѣдва по земледѣлието, и който отдавна се бѣше настанилъ въ Битоля; за да образува единъ земледѣлчески чифликъ, но за която цѣль не сѫ му отпуснали нужднитѣ срѣдства. Той ми каза, относително тамкашнитѣ евреи, че сѫществува голѣма разлика между тѣхъ и солунскитѣ евреи. Солунскитѣ били интелигентни, работни, отлични търговци, когато евреитѣ въ Битоля били лениви, невѣжи и потънали въ каль и бѣдность. Менѣ ми се струва, че тази присѫда е твърдѣ остра, защото евреитѣ занаятчии сѫ хора прилежни и се задоволяватъ съ твърдѣ малко.
И числото на циганетѣ не е незначително; но поради постоянното имъ придохаждание и излизание изъ града не може да се опрѣдѣли точно. Тѣ сѫ прѣди всичко музиканти, кошничари, ковачи и матрапази или посрѣдници при продаванието...
Ясно е, че въ такъвъ градъ, населенъ отъ разни националности, и говора ще бѫде различенъ; турския и българския езици сѫ почти еднакво распространени. Власитѣ, особенно мѫжетѣ, могатъ да говорятъ освѣнъ майчиния си езикъ, но още български и гръцки, повечето отъ тѣхъ говорятъ сѫщо турски и албански, а мнозина разбиратъ, па даже и добрѣ знаятъ еврейски, защото иматъ много общи или подобни думи. Твърдѣ обикновенно нѣщо е въ дружествата да се употрѣбяватъ сѫщеврѣменно много езици... Заповѣдитѣ къмъ прислугата се даватъ всѣкога на български езикъ; при посѣщение се придържатъ повече къмъ гръцкия езикъ, който езикъ се продава като такъвъ на образовани хора. Въ Битоля се говори добрѣ гръцки, по-добрѣ отколкото въ повече градове въ Гърция, или по-добрѣ да кажа съгласно литературното нарѣчие. За добрия езикъ се грижи прѣди всичко училището. Гръцката гимназия се посѣщава отъ много ученици и има добри учители, сѫщото е и съ дѣвическото училище, чието здание сѫ го подарили братя Пиника; тази фамилия живѣе въ Египетъ. Друга една влашка фамилия въ Букорещъ, именно Мушико, е дала 20,000 дукати за мѫжското училище въ Битола и 8,000 дукати за едно женско училище въ Плаца.
Въ Битоля най-добрия крѫгъ власи и българе пращатъ дѣцата си въ тѣзи училища. Въ послѣднитѣ години българетѣ положиха голѣми усилия, но затова пъкъ постигнаха и голѣми успѣхи, така щото съ врѣме тѣ ще надминатъ гръцкото училище. Ромѫнската гимназия се посѣщава отъ дѣца, идещи исключително отъ вънъ, отъ Битоля сѫ съвсѣмъ малко, когато пъкъ дѣвическото училище напрѣдва. Сѫщо и турцитѣ иматъ своя гимназия, а евреитѣ иматъ само основно училище, което се намира въ лошо положение. Дѣцата на богатитѣ еврейски фамилии посѣщаватъ гръцкото училище, а нѣкои отъ тѣхъ посѣщаватъ и ромѫнсѫото дѣвическо училище.
Освѣнъ националната пропаганда училищата гонятъ и религиозна. Тукъ има една американска мисия, която притежава една хубава кѫща, дѣто се въспитаватъ и учатъ нѣкои български и албански момичета въ протестанската вѣра, къмъ работа и кѫщовность; послѣ има лазаристи, които иматъ особенно влияние върху ромѫнското училшце, което е едно сѫщественно припятствие за развитието на училището, тъй като на православния христианинъ нищо не е толкозъ ненавистно, колкото католика.“

Μοναστήρι, 21 Μαρτίου 1904
Παναγιώτατε Δέσποτα,
Οι υποφαινόμενοι εκ των Ορθοδόξων Χριστιανών της πόλεως Μοναστηρίου, οι ομιλούντες εν τοις οίκοις ημών ελληνοβλαχικόν γλωσσικόν ιδίωμα όλως ανόμοιον τη ρωμουνική γλώσση, Έλληνες όντες από αιώνων, εσμέν αφωσιωμένοι τω Πατριαρχείω της Κωνσταντιπόλεως, πιστοί δε υπήκοοι της Α. Μ. Μεγαλειότητος του Σουλτάνου και εζήσαμεν αείποτε υπό την αμφιλαφή σκέπην της Μεγάλης Εκκλησίας αρρήκτως συνηνωμένοι εις όλον εν κοιναίς παραδόσεσι κι εθίμοις μετά των ελληνιστί ομιλούντων Ελλήνων αδελφών ημών, ουδέποτε ημάς αυτούς από των Ελλήνων διακρίναντες και χωρίσαντες, αλλ’ ως εν έθνος αείποτε μετ’ αυτών ημάς αυτούς αισθανόμενοι και θεωρούντες.
Τούτου ένεκα διακηρύττοντες πανηγυρικώς την τοιαύτην αδιάσπαστον ημών ταυτότητα εν πάσι προς τους Έλληνας αδελφούς ημών, την αδιασάλευτον δε από κοινού μετ’ αυτών προς το βασίλειον κράτος πίστιν και την προς την Μητέρα Εκκλησίαν αφοσίωσιν, μετ’ αγανακτήσεως και αποστροφής βλέπομεν τας γιγνομένας έξωθεν ενεργείας προς διάσπασιν της ενότητος ταύτης και εντόνως διαμαρτυρόμεθα κατά των ξενικών τούτων ραδιουργιών, αίτινες διασπείρουν επί καταχθονίοις σκοποίς την διχόνοιαν και διαίρεσιν μεταξύ ομαιμόνων βλαχοφώνων και ελληνοφώνων αδελφών.
Επί τη ελπίδι ότι η διακήρυξις και διαμαρτυρία ημών αύτη θα ληφθή υπόψει υπό της Μ. Εκκλησίας και θα φροντίση Αύτη όπως απαλλαγώμεν ανιαρών ενοχλήσεων και ήσυχοι ευχώμεθα πάντες από κοινού ελληνόφωνοι και βλαχόφωνοι Έλληνες υπέρ του Μεγαλειοτάτου ημών Άνακτος, ασπαζόμεθα την δεξιάν της Υμετέρας Θειοτάτης Παναγιότητος και διατελούμεν τέκνα εσαεί αφωσιωμένα.
Εν Μοναστηρίω τη 21 Μαρτίου 1904
Οι κάτοικοι της πόλεως Μοναστηρίου.
Битоля, 21 март 1904 г.
Ваше Светейшество,
Ние, долуспоменатите православни християни от град Битоля, които говорим в домовете си гръцко-влашки диалект, напълно различен от румънския език, гърци от векове, сме предани на Константинополската патриаршия и верни поданици на Негово Величество султана и винаги сме живели под непоколебимия чадър на Великата църква, неразривно обединени във всичко, в общи традиции и обичаи с нашите гръцкоговорещи гръцки братя, никога не разграничавайки се и отделяйки се от гърците, а като нация, винаги чувствайки се и считайки се едно с тях.
Затова, тържествено провъзгласявайки нашата неделима идентичност с всички наши гръцки братя, нашата непоколебима вяра в царството и нашата преданост към Майката Църква, ние виждаме с възмущение и отвращение действията, предприети отвън, за да разрушат това единство и категорично протестираме срещу тези чуждестранни интриги, които с нечестиви цели сеят раздор и разделение между нашите братя, говорещи влашки и говорещи гръцки.
С надеждата, че тази наша декларация и протест ще бъдат взети предвид от Великата Църква и че Тя ще се погрижи за нас, за да бъдем свободни от неприятности и в мир, който всички заедно желаем, говорещи гръцки и говорещи влашки гърци, в името на нашето Величество царя, ние прегръщаме десницата на Вашата Пребожествена Всесвятост и оставаме вечно предани деца.
В Битоля, 21 март 1904 г.
Жителите на град Битоля 
Между 1896 и 1900 година 55 къщи от града преминават под върховенството на Българската екзархия.
Според българския географ Васил Кънчов („Македония. Етнография и статистика“) в началото на XX век Битоля има 37 000 жители, както следва: 10 000 българи християни, 10 500 турци, 1500 арнаути мохамедани, 7000 власи, 5500 евреи, 2000 цигани и 500 от други народности. Броят на българското население към началото на века продължава да нараства, благодарение и на зачестилите преселвания от районите на Прилеп, Велес, Ресен, Охрид, Кичево и Дебър.
На Етнографската карта на Битолския вилает на Картографския институт в София от 1901 година Битоля има 5972 къщи, от които 1600 къщи българи, 1775 къщи турци, 1397 къщи албанци, 700 къщи власи и 500 къщи израелити.
Християнските жители на града са разделени в конфесионално отношение. Според статистиката на секретаря на Българската екзархия Димитър Мишев („La Macédoine et sa Population Chrétienne“) в 1905 година християнското население на Битоля се състои от 8844 българи екзархисти, 6300 българи патриаршисти гъркомани, 72 българи патриаршисти сърбомани, 36 българи протестанти, 100 гърци, 7200 власи, 120 албанци и 120 цигани. В града има 10 основни и 3 средни български училища, 7 основни и 2 средни гръцки, 2 основни и 2 средни румънски и 1 основно и 2 средни сръбски.
През 1903 година Битоля е център на Илинденското въстание. На Битолския конгрес през 1908 г. албанците решават да въведат латинската азбука. Същата година през месец юли местното население, съставено от българи, гърци, власи, мюсюлмани и евреи, ратифицира новата младотурска конституция.

### В Сърбия, Югославия и Северна Македония
През ноември 1912 година, по време на Балканската война, северозападно от града се провежда Битолската битка, в която сърбите удържат победа и окончателно изтласкват османските войски от Македония. При избухването на Балканската война сто четиридесет и един души от Битоля са доброволци в Македоно-одринското опълчение. През януари 1914 година сръбските окупатори убиват в града и околностите му 35 българи. На 3 февруари същата година са убити дошлите да извадят паспорти за България леринчани Андрей Попмарков и Васил Илиев, а на 7-и същия месец жената на Христо Бумбашир е застреляна от сръбски окупационни войници, защото се противопоставила на опита им да я изнасилят. До началото на март в града са изнасилени от сръбските окупатори 82 девойки. На минаване през града в същия месец мобилизираните в сръбската войска местни младежи запяват Ботевия „Хаджи Димитър“ и изпращачите заплакват. Сръбските офицери се нахвърлят върху „бугарашите - новобранци“, които за наказание са заключени в „Белите казарми“. На 3 декември от сръбските окупатори са заловени 80 местни българи, обвинени в планиране на дезертьорство, няколко от които са пребити до смърт, а още 30 са застреляни.
Битоля е в Сърбия от ноември 1912 година до ноември 1915 година. На 21 ноември 1915 г. в града влиза 2-ра Българска армия. Българските части остават в града точно една година. По това време населението на града е 36 000 души. На 19 ноември 1916 година Битоля е окупиран от френско-сръбските войски, като местното население им оказва съпротива. Българската армия се оттегля на височините северно от града и остава там до края на войната през 1918 г. Като прифронтов град Битоля е силно разрушен.
Поне 28 души родом от Битоля, в редиците на българската армия, загиват на фронта във войните за национално обединение на България.
След войната Битоля е върната на Сърбия. От 1941 до 1944 г. по време на българското управление във Вардарска Македония отново е администриран от българските власти. След войната е в рамките на Югославия, а след разпаднето ѝ – в Северна Македония. В края на 1944 година са осъдени на смърт 7 будни местни българи начело с Михаил Михайлов, Петър Гинев и други. През 1957 година е разкрита нелегална организация за съпротива против македонизма, създадена от 50-годишния местен колар Методи Коларов. Арестувани са той, 24 – 25-годишният му син Никола и още 18 души от града и околията, но в нея са били въвлечени повече хора. При опит да бъде наказан със смърт един от палачите на местните българи в Македония, организацията е разкрита. Методи Коларов е разстрелян, а синът му е осъден на 15 години строг тъмничен затвор.
През 2001 година в града има размирици между албанци и северномакедонци.

## Население
Според преброяването от 2002 година Битоля има 74 550 жители. Преброяването през 2021 година отчита 69 287 жители.
| Националност     | Всичко |
| северномакедонци | 66 038 |
| албанци          | 2360   |
| турци            | 1562   |
| роми             | 2577   |
| власи            | 997    |
| сърби            | 499    |
| бошняци          | 20     |
| други            | 497    |

## Забележителности, култура и образование
Към началото на ХХ век в Битоля има 4 православни църкви и един параклис, 37 джамии, католическа и протестантска църква и три еврейски богомолни. От джамиите най-видна е Исак Челеби джамия на Битпазар от XVI век. От същото време е и Хайдар Кади джамия, строена от Синан. От османско време са покритият пазар в центъра и старата чаршия. Днес често посещавани са църквата „Света Богородица“, строена през 1875 година, и католическият храм „Пресвето сърце Исусово“.
Най-старият театър в Северна Македония от XIX век – Народен театър - Битоля.
В града се намира къща музей „Гоце Делчев“, посветена на водача на ВМОРО Гоце Делчев.
Университет „Климент Охридски“ с около 5000 студенти.
Филмов фестивал.

## Други
На Битоля е наречена улица в квартал „Белите брези“ в София (Карта).

## Побратимени градове
- Бурса, Турция
- Велико Търново, България
- Епинал, Франция
- Земун, Сърбия
- Кайзерслаутерн, Германия
- Кран, Словения
- Кременчуг, Украйна
- Перник, България
- Плевен, България
- Призрен, Косово
- Пушкин, Русия
- Риека, Хърватия
- Рокдейл, Австралия